# Бэрроу, Джефф
Джефф Бэрроу (англ. Geoff Barrow, род. 9 декабря 1971, Walton in Gordano) — участник группы Portishead, мультиинструменталист и продюсер.

## Биография
Джефф Бэрроу родился в британском городе Уолтон-ин-Гордано. В возрасте 11 лет, после развода родителей, Джефф со своей матерью переехал в Портисхед. Всё детство он прожил в окрестностях Бристоля, где принимал участие во многих местных рок-группах, играя на барабанах и выступая в роли диджея в хип-хоп группах. В 1991 году совместно с Бет Гиббонс и Адрианом Атли сформировал трип-хоп группу Portishead.
Кроме Portishead владеет независимым лейблом «Invada» и участвует в группе Beak>, играющей экспериментальный рок.

## Дискография

### В составе Portishead
- Dummy (1994)
- Portishead (1997)
- Roseland NYC Live (1998)
- Third (2008)

### Саундтреки
В сотрудничестве с Беном Солсбери написал несколько саундтреков к фильмам
- 2014 — Из машины
- 2016 — Люди против огня
- 2016 — Перестрелка
- 2018 — Аннигиляция
- 2019 — Ханна
- 2019 — Люс
- 2020 — Разрабы
- 2022 — Архив 81
- 2022 — Род мужской